# کشیم نیوزیلند
کشیم نیوزیلند(نام علمی: Poliocephalus rufopectus) نام یک گونه از تیره کشیم است.